# Alexandra Georgiana Eremia
Alexandra Georgiana Eremia (Bucarest, Rumania, 19 de febrero de 1987) es una gimnasta artística rumana, campeona olímpica en 2004 en el concurso por equipos.

## Carrera deportiva
En el Mundial de Anaheim 2003 gana la plata por equipos, tras Estados Unidos y por delante de Australia; sus compañeras de equipo fueron: Catalina Ponor, Oana Ban, Andreea Munteanu, Monica Rosu y Florica Leonida.
En los JJ. OO. de Atenas 2004 gana el oro en la competición por equipos, por delante de Estados Unidos (plata) y Rusia (bronce), siendo sus compañeras: Oana Ban, Cătălina Ponor, Monica Roșu, Nicoleta Daniela Șofronie y Silvia Stroescu. Asimismo también gana la medalla de bronce en la prueba de la viga o barra de equilibrio, tras su compatriota Cătălina Ponor y la estadounidense Carly Patterson.